# The Mysterious Princess
The Mysterious Princess er en stumfilm fra 1920 af Herbert Brenon.

## Medvirkende
- Marie Doro
- Alberto Capozzi
- Angelo Gallina
- Alfredo Bertone
- Silvana
- Iole Gerli
- Marcella Sabbatini
- Antonietta Zanone
- Gerardo Peña
- Egle Valery
- C. Gonnelli
- Amilcare Giorgi
- Isabel De Lizaso
- Michele Biancardi
- Giuseppe Santelia
- Signor Florini